# گرگینه‌ها

پرچم گرگینه‌ها با نماد Wolfsangel به شکل افقی

گرگینه‌ها یا گرگ‌نماها (تلفظ [ˈve:ɐ̯vɔlf] می‌شودتلفظ [ˈve:ɐ̯vɔlf]، آلمانی به معنای «گرگینه») یک طرح نازی بود که توسعه آن از سال ۱۹۴۴ آغاز شد، که تلاشی برای ایجاد یک نیروی مقاومت که در پشت خطوط دشمن، همزمان با پیشروی متفقین از طریق آلمان، به موازات جنگ ورماخت در مقابل آلمان بود. گرچه به شکل گسترده و نادرستی به عنوان یک نیروی چریکی برای آزار و اذیت نیروهای متفقین پس از شکست آلمان تعبیر می‌شوند، اما این تصور غلط توسط ژوزف گوبلز از طریق تبلیغات منتشر شده از طریق «رادیو گرگینه» او ایجاد شد، که در واقع به هیچ وجه با آن ارتباط نداشت.

### تبلیغات و رادیو گرگ
شایعات مربوط به یک سازمان مخفی چریکی نازی بلافاصله پس از حمله متفقین به نرماندی آغاز شد. تایم مقاله‌ای منتشر کرد که حاوی این گمانه‌زنی بود که آلمانی‌ها پس از شکست خود، تلاش می‌کنند تا جنگ را برای مدت نامحدودی با زیرزمینی ادامه دهند. شماره ۲۷ ژانویه 1945 Collier's Weekly مقاله مفصلی از سرگرد ادوین لسنر را منتشر کرد که بیان می‌کرد که اس اس و جوانان هیتلر نخبه برای حمله به نیروهای متفقین آموزش می‌بینند.
در ۲۳ مارس ۱۹۴۵ گوبلز سخنرانی معروف به «سخنرانی گرگ نما» را ایراد کرد که در آن از همه آلمانی‌ها خواست تا تا سرحد مرگ بجنگند. برچیدن نسبی گرگینه‌های سازمان یافته، همراه با تأثیرات سخنرانی گرگ، باعث سردرگمی قابل‌توجهی در مورد اینکه آیا حملات بعدی توسط اعضای گرگینه‌ها انجام شد، در مقابل اقدامات انفرادی نازی‌های متعصب یا گروه‌های کوچک اس‌اس، ایجاد شد.